# Christina Hoff Sommers
Christina Marie Hoff Sommers (Petaluma, California, 28 de septiembre de 1950) es una autora y filósofa estadounidense especializada en ética y trabajadora residente del American Enterprise Institute, un think tank conservador estadounidense. Sommers es conocida por su crítica del feminismo contemporáneo. Su trabajo incluye los libros Who Stole Feminism? (¿Quién robó el feminismo?) y The War Against Boys (La guerra contra los chicos), ambos de los cuales critican al feminismo contemporáneo. También presenta el videoblog Factual Feminist (Feminista basada en los hechos).
Las posiciones y la escritura de Sommer han sido caracterizadas por la Stanford Encyclopedia of Philosophy como "feminismo de equidad", una perspectiva feminista libertaria que sugiere que el rol político principal del feminismo es asegurar que el derecho contra la interferencia coercitiva no sea violado. Sommers ha contrapuesto el feminismo de la equidad a lo que ella denomina feminismo victimista y feminismo de género, argumentando que el pensamiento feminista moderno contiene a menudo lo que ella considera una "hostilidad irracional hacia los hombres" y una "incapacidad para tomar en serio la posibilidad de que los sexos son iguales pero diferentes". Varios pensadores han calificado a Sommers de antifeminista.

## Biografía
Sommers nació en Petaluma, California, hija de Dolores y Ken Hoff. Obtuvo una licenciatura en la Universidad de Nueva York en 1971, donde se graduó Phi Beta Kappa, y un doctorado en filosofía de la Universidad Brandeis en 1979.
Exprofesora de filosofía en Ética en la Universidad Clark en Worcester, Massachusetts, Sommers es una académica residente del American Enterprise Institute for Public Policy Research. También es miembro de la Junta de Asesores de la no partidaria Foundation for Individual Rights in Education. Ha aparecido en numerosos programas de televisión incluyendo Nightline, 60 Minutes, The Oprah Winfrey Show y The Daily Show de Comedy Central y ha dado conferencias y participado en debates en más de 100 campus universitarios y ha formado parte de la junta asesora nacional del Independent Women's Forum. Ha escrito varios artículos para Time, The Huffington Post, The Atlantic, Slate, y The New York Times. En la American Enterprise Institute actualmente realiza el videoblog semanal Factual Feminist ("Feminista basada en los hechos").

## Filosofía
Sommers acuñó los términos "feminismo de equidad" y "feminismo de género". Describe el feminismo de equidad como la lucha basada en los "principios de la Ilustración de la justicia individual" por la igualdad de derechos legales y civiles y muchas de las metas originales de las primeras feministas, como en la primera ola del feminismo. El Stanford Encyclopedia of Philosophy categoriza al feminismo de equidad como libertario o liberal clásico. Ella considera que el feminismo de género "ha ido más allá del liberalismo" de las primeras feministas porque en lugar de centrarse en los derechos para todos, las feministas de género ven a la sociedad a través del "prisma de sexo/género" y se centran en reclutar mujeres para unirse a la "lucha contra el patriarcado". Reason ha reseñado Who Stole Feminism? y caracteriza al feminismo de género como la acción de recalcar las diferencias de género con el fin de crear lo que Sommers afirma son privilegios para las mujeres en el ámbito académico, el gobierno, la industria o el avance de agendas personales.
Sommers es una crítica desde hace mucho tiempo de los departamentos de estudios feministas, y de los planes de estudios universitarios en general. En una entrevista con el periodista freelance Scott London, Sommers manifestó, "La perspectiva ahora, desde mi punto de vista, es que cuanto mejor se ponen las cosas para las mujeres, más enojadas parecen estar las profesoras de estudios feministas, más deprimida parece estar Gloria Steinem." Según The Nation, Sommers explica a sus alumnos que feministas "ignorantes en estadística" en los departamentos de estudios feministas se involucran en "mala escolaridad para avanzar su agenda". Estos profesores, ella declara, están vendiendo un mensaje sesgado y provocador: "Las mujeres son de Venus, los hombres son del infierno".
Sommers ha escrito también acerca del Título IX (una sección de la ley estadounidense Education Amendments of 1972 que prohíbe la discriminación de género en los programas educativos sostenidos por el Estado) y la escasez de mujeres en las carreras STEM (ciencia, tecnología, ingeniería y matemáticas). Sommers se opone a los recientes esfuerzos para aplicar el Título IX en las ciencias porque, dice, "La ciencia no es un deporte. En ciencia, los hombres y las mujeres juegan en los mismos equipos. [...] Hay muchas mujeres brillantes en los primeros lugares de todos los campos de la ciencia y la tecnología, y nadie duda de su capacidad para competir en igualdad de condiciones". Los mecanismos del Título IX en las ciencias podrían estigmatizar a las mujeres y abaratar sus logros tan duramente ganados. Sommers añade que las preferencias personales, y no la discriminación sexista, juegan un papel en la elección de carrera de las mujeres. Las mujeres no sólo favorecen campos como la biología, la psicología y la medicina veterinaria sobre la física y las matemáticas, sino que además buscan carreras favorables a la familia. Sommers escribe que "el verdadero problema al que la mayoría de las científicas se enfrentan es el reto de combinar la maternidad con una carrera científica de alto valor."

## Obras
- Christina Hoff Sommers (1994). Who Stole Feminism?: How Women Have Betrayed Women. Simon and Schuster. ISBN 9780684801568.
- Christina Hoff Sommers (2013). The War against Boys: How Misguided Feminism Is Harming Our Young Men. Simon and Schuster. ISBN 9781439126585.
- Christina Hoff Sommers, Frederic Tamler Sommers (2007). Vice & Virtue in Everyday Life: Introductory Readings in Ethics. Wadsworth/Thomson. ISBN 9780495171348.
- Right and Wrong: Basic Readings in Ethics
- Sally Satel, Christina Hoff Sommers (2007). One Nation Under Therapy: How the Helping Culture is Eroding Self-Reliance. MacMillan. ISBN 9781429908955.
- Christina Hoff Sommers (2013). Freedom Feminism: Its Surprising History and Why It Matters Today. American Enterprise Institute for Public Policy Research. ISBN 9780844772622.

- Christina Hoff Sommers (2006). La guerra contra los chicos: Cómo un feminismo mal entendido está dañando a los chicos jóvenes. Palabra. ISBN 9788482399225.
- Christina Hoff Sommers, ed. (2009). The Science on Women and Science. AEI Press. ISBN 9780844742816.